# Watanabeopetalia uenoi
Watanabeopetalia uenoi е вид водно конче от семейство Cordulegastridae. Видът е уязвим и сериозно застрашен от изчезване.

## Разпространение
Разпространен е във Виетнам.